# Amy Bruckner
Amy Bruckner (Conifer, Colorado, 1991. március 28. –) amerikai színésznő, énekesnő.
Legismertebb alakítása Pim a 2004 és 2006 között futó Phil a jövőből című sorozatban, emellett szinkronszínészként az Amerikai sárkány című animációs sorozatban is szerepelt.

## Élete

### Magánélete
Bruckner a coloradói Coniferben nevelkedett. Van egy nővére, Annye Landaverde. Amy Athens akadémián diplomázott. Jelenleg az UCLA Jogi Egyetemre jár.

### Pályafutása
Bruckner első szerepét negyedikesként kapta, vendégszerepelt olyan műsorokban, mint a Vészhelyzet, a Már megint Malcolm, az Az elnök emberei, a Oliver Beene, a Judy Amy és az Ally McBeal.

## Filmográfia

### Film
| Év   | Magyar cím                       | Eredeti cím                                                | Szerep             | Magyar hang |
| ---- | -------------------------------- | ---------------------------------------------------------- | ------------------ | ----------- |
| 2017 |                                  | Trust (and Other Lies We Tell Ourselves to Sleep at Night) | Dulcinea           |             |
| 2014 |                                  | The Assault                                                | Frankie            |             |
| 2007 | Nancy Drew: A hollywoodi rejtély | Nancy Drew                                                 | Bess Marvin        |             |
| 2005 | Újra a pályán                    | Rebound                                                    | Annie              |             |
| 2004 |                                  | Costume Party Capers: The Incredibles                      | Kareoki gyerekként |             |
| 2004 |                                  | They Are Among Us                                          | Brandi             |             |

### Televízió
| Év        | Magyar cím         | Eredeti cím                | Szerep                              | Megjegyzések                                       |
| --------- | ------------------ | -------------------------- | ----------------------------------- | -------------------------------------------------- |
| 2005–2007 | Amerikai sárkány   | American Dragon: Jake Long | Haley Long / Millie Fillmore (hang) | főszereplő magyar hangja Kántor Kitty (Haley Long) |
| 2004–2006 | Phil a jövőből     | Phil of the Future         | Pim Diffy                           | főszereplő                                         |
| 2004–2005 | Már megint Malcolm | Malcolm in the Middle      | Zoe                                 | 6 epizód                                           |
| 2003–2004 |                    | Oliver Beene               | Susan Brotsky                       | 4 epizód                                           |
| 2003      | Amynek ítélve      | Judging Amy                | Emily Michaels                      | 1 epizód: CSO: Hartford                            |
| 2003      |                    | American Dreams            | Elaine                              | 1 epizód: Fear Itself                              |
| 2003      |                    | Regular Joe                | Allissa                             | 1 epizód: Time and Punishment                      |
| 2002      | Az elnök emberei   | The West Wing              | Sally                               | 1 epizód: Game On                                  |
| 2002      | Ally McBeal        | Ally McBeal                | Hayley                              | 1 epizód: Woman                                    |
| 2002      | Vészhelyzet        | ER                         | Ariel                               | 1 epizód: A sors fintora                           |